# Heshen
Heshen (manxú: ᡥᡝᡧᡝᠨ)  (Pequín, 1 de juliol de 1750 - Pequín, 22 de febrer de 1799), amb nom de naixement Shanbao, del clan manxú Niohuru, va ser un oficial de la Cort de l'emperador Qianlong famós per ser un dels oficials i ministres més corruptes de la dinastia Qing.

## Biografia
Va començar la seva carrera l'any 1772 com a guarda-espatlles al Palau Imperial, a les portes de la Ciutat Prohibida, fins a arribar a ser ministre de Qianlong l'any 1775, va ocupar diferents carrecs en el Gran Consell, el Gran Secretariat, el Departament d'Ingressos, el Departament de Càstigs i el Departament d'Assumptes Civils.
El 1790 el fill de Heshen es va casar amb una de les filles de Qianlong fet que va augmentar els lligams del ministre amb l'emperador i, per tant, la seva influència sobre aquest. El 1793 li van confiar l'organització de la recepció de l'ambaixador anglès George Macartney (1737-1806) enviat pel rei del Regne Unit, Jordi III. Macartney ve descriure a Heshen com un "home guapo, just, al voltant dels 40-45 anys, ràpid i fluid".
Gràcies a l'amistat amb l'emperador va tenir plena llibertat d'acció, practicant la corrupció i l'extorsió a gran escala amb poders i càrrecs oficials que li facilitaven actuar sobre les finances públiques i la gestió dels impostos. Heshen va acumular una gran fortuna. Després de la seva mort es la fortuna de Heshen es va xifrar en més de 800 milions de "tael" de plata que va acumular durant vint anys.
Cinc dies després de la mort de Qianlong va ser arrestar per ordre del nou emperador Jiaqing i condemnat a mort.